# Muhlenbergia longiligula
Muhlenbergia longiligula är en gräsart som beskrevs av Albert Spear Hitchcock. Muhlenbergia longiligula ingår i släktet muhlygräs, och familjen gräs. Inga underarter finns listade i Catalogue of Life.